# Нікколо Пізані
Нікколо Пізані (італ. Niccolò Pisani; 1324—1380) — венеційський адмірал, відомий своїми перемогами під час Війни за протоки (1350—1355) між морськими республіками Венецією та Генуєю. Батько іншого відомого венеційського адмірала Веттора Пізані.

## Біографія
У 1350 році, коли багатовікова ворожнеча між Венецією та Генуєю знову переросла у відкриту війну, венеційський дож Андреа Дандоло доручив досвідченому Пізані командування головним флотом Венеції. У 1352 році Пізані був відправлений до Галати поблизу Константинополя для боротьби з генуезським флотом, яким командував його колега та суперник Паганіно Доріа. Там Пізані в союзі з флотом Арагону вступив в жорстоку битву проти генуезців біля Босфору. Однак результат цієї битви виявився невирішальним, оскільки венеційські втрати в морській битві були настільки великими, що вони не змогли продовжити штурм Галати. Пізані пізніше завдав ще одного нищівного удару генуезцям, знищивши їх флот біля Сардинії в Битві при Альгеро.
Видатна кар'єра Пізані завершилася, коли Паганіно Доріа здобув нищівну перемогу над ним в Битві при Сапієнці в 1354 році. Хоча самому Пізані вдалось вижити, ця поразка в подальшому переслідувала його все життя. Лише п'ять із приблизно 40 галер під його командуванням врятувались в битві, а саму Венецію врятував лише мир, нав'язаний двом республікам герцогом Міланським. Хоча звичайним покаранням для венеційського адмірала, відповідального за катастрофу такого масштабу була б смертна кара, попередні перемоги та популярність Пізані серед простих людей міста принесли йому деяке пом'якшення вироку. Однак Пізані заборонили обіймати в майбутні будь-які посади та засудили до шести місяців в'язниці за його роль у катастрофі.
Син Нікколо, Веттор Пізані, був з ним в Битві при Сапієнці, також потрапив під суд але був виправданий і в подальшому більше ніж через два десятиліття командував венеційським флотом у Війні Кіоджи, останній війні венеційців з генуезцями. Після кількох невдач під час кампанії, Веттор Пізані відіграє ключову роль у остаточній венеційській перемозі в битві під Кіоджею.